# War & Leisure
War & Leisure è il quarto album in studio del cantante statunitense Miguel, pubblicato nel 2017.

## Tracce
1. Criminal (featuring Rick Ross) – 4:34
2. Pineapple Skies – 4:41
3. Sky Walker (featuring Travis Scott) – 4:19
4. Banana Clip – 3:21
5. Wolf (featuring Quiñ) – 3:29
6. Harem – 3:13
7. Told You So – 3:10
8. City of Angels – 4:18
9. Caramelo Duro (featuring Kali Uchis) – 3:33
10. Come Through and Chill (featuring J. Cole & Salaam Remi) – 5:22
11. Anointed – 3:53
12. Now – 4:09

## Sample
- Pineapple Skies contiene un estratto di Sexual Healing, brano scritto da Marvin Gaye, David Ritz e Odell Brown.
- Come Through and Chill contiene interpolazioni di Crushin' di James Yancey.
- Now contiene sample tratto da Where Is My Mind?, canzone scritta da Charles Thompson.

## Classifiche
| Classifica (2017) | Posizione raggiunta |
| ----------------- | ------------------- |
| Regno Unito       | 92                  |
| Stati Uniti       | 9                   |